# جودیت کلینمن
جودیت کلینمن (انگلیسی: Judith Klinman؛ زادهٔ ۱۷ آوریل ۱۹۴۱) دانشمند در زمینه زیست‌شیمی و شیمی اهل ایالات متحده آمریکا است.
وی همچنین برندهٔ جوایزی همچون نشان ملی علوم و جایزه ویلارد گیبس شده‌است.